# Villa Arzilla
Villa Arzilla è una serie televisiva sit-com italiana del 1990 diretta da Gigi Proietti. È andata in onda per la prima volta nella striscia quotidiana di Rai 2 dal 21 dicembre 1990 al 4 gennaio 1991 e dall'11 gennaio al 22 marzo 1991, con un ascolto medio di circa 1.615.000 spettatori. Originariamente erano previsti 26 episodi.

## Trama
In una villa Liberty adibita a pensionato, Villa Arzilla (dal nome di una suora che l'ha lasciata in eredità), vive una comunità di vecchietti benestanti che passano il tempo ad organizzare scherzi nei confronti dell'amministratore, il ragionier Pantalla, loro bersaglio preferito, nonché di parenti, vicini, giornalisti e autorità che capitano nella villa.

## I personaggi
- Vittoria Gransasso (Caterina Boratto): la diva del pensionato, ex attrice di teatro. In un episodio dà prova delle sue doti recitando alcuni versi tratti dalla Fiaccola sotto il moggio di Gabriele D'Annunzio. Trascorre gran parte della giornata, al tavolino, giocando al solitario.
- Il Generale (Ernesto Calindri): il generale Vezio Vezi (con una "zeta" sola, come è solito ricordare), è il capo della combriccola dei pensionati. Burbero e giocoso, organizza la maggior parte degli scherzi; il suo bersaglio preferito è il ragionier Pantalla. Sta scrivendo le sue memorie, d'amore e di guerra. È innamorato di Vittoria, la sua "Mimì".
- Castorani (Fiorenzo Fiorentini): ex antiquario, anarchico e libertino, in ameno contrasto con il dannunziano generale, con il quale però finisce quasi sempre per solidarizzare.
- Pantalla (Carlo Molfese): il ragioniere che amministra Villa Arzilla. Pignolo e detestato da tutti, viene salvato dal licenziamento solo perché i pensionanti per restare uniti hanno bisogno di un nemico comune da combattere.
- Gastone (Giustino Durano): prima motociclista, ora svampito vecchietto col casco sempre in testa. Si professa buddista.
- La direttrice (Marisa Merlini): l'esuberante e affettuosa direttrice di Villa Arzilla. Donna di mondo, sulla scrivania custodisce gelosamente una fotografia con autografo di Arnold Schwarzenegger.
- Nonna Coraggio (Mirella Falco): la signora Adele, spericolata nonnina, detta Nonna Coraggio. Si fa scippare intenzionalmente perché vuole redimere i ragazzi sviati: nella sua borsetta, insieme a poche lire, inserisce sempre un biglietto indirizzato al ladro di turno. Riceve spesso la visita della nipote Carmen (Yvonne Sciò).
- Irina (Valeria Sabel), Olga (Mariangela Sardo), Mascia (Anna Caravaggio): sorelle zitelle, dai modi infantili, trascorrono le giornate giocando a nascondino.
- Suor Bambina (Stefania Felicioli): suora minuta e dai modi da bambina, si prende cura della signora Pandora, altro ospite della villa, che però non compare mai perché allettata.
- Il cuoco (Elio Crovetto): Raffaele, il mastodontico cuoco di Villa Arzilla.
- Gazebo (Salvatore Marino): extracomunitario, è il factotum della villa.
- Carmen (Yvonne Sciò): è la nipote di Nonna Coraggio. Si reca così spesso a trovare la nonna tanto da attirarsi i rimproveri del ragionier Pantalla che le chiede se sia un'ospite o una pensionante.
- Peppa (Paola Giannetti): affaccendata cameriera dai modi romaneschi.
- Vinicio (Giorgio Tirabassi): il barista che consegna le ordinazioni dei pensionanti della villa. È invaghito di Carmen, la nipote di Nonna Coraggio, con la quale cerca spesso di appartarsi.
- Il giardiniere (Gigi Proietti): il goffo e taciturno giardiniere di Villa Arzilla. È sempre in giardino, con il trattore e la fiaschetta di vino.

## Lista degli episodi
| Stagione       | Episodi | Prima TV  |
| -------------- | ------- | --------- |
| Prima stagione | 20      | 1990-1991 |

## L'ambientazione
Per gli esterni è stata utilizzata la facciata di Villa Katiuscia, storica dimora di Cossato, citata negli stessi titoli di coda. L’edificio, dal 2018, è conosciuto con il nome di Villa Alberta. Gli interni sono stati, invece, ricreati negli studi del Centro di produzione Rai di Torino.